# Centristes de Xàbia
Centristes de Xàbia (coneguda també com a BLOC-Centristes, per un antic pacte estable amb el BLOC Nacionalista Valencià entre 2003 i 2012) és una formació política valenciana d'àmbit municipal del municipi de Xàbia, Marina Alta. Va ser fundat l'any 1999 i la seua ideologia és centrista i valencianista.

## Història
Centristes de Xàbia és un partit fundat l'any 1999 per gent provinent de la formació Centre Democràtic i Social, liderats pel seu president, Marcos Gisbert, i qui fóra cap de llista de la formació i alcalde de Xàbia, Eduard Monfort Bolufer.

### Coalició BLOC-Centristes
Centristes de Xàbia ha tingut un pacte estable amb el BLOC Nacionalista Valencià, partit amb el qual s'ha presentat en coalició a les eleccions des de l'any 2003 fins al 2011. La coalició BLOC-Centristes va traure 5 regidors a les eleccions municipals de 2003, romanent a l'oposició fins que unes desavinenteses a l'equip de govern van fer possible una moció de censura en 2005 que permeteren a Eduard Monfort ser investit alcalde amb l'ajut del PSPV-PSOE.
A les eleccions municipals de 2007, BLOC-Centristes va guanyar les eleccions amb 7 regidors i Eduard Monfort va ser investit alcalde de nou. Tanmateix, a les eleccions de 2011, la llista centrista perdria suport popular en obtenir sols 3 regidors, que restarien a l'oposició.

### Separació de BLOC-Centristes
Després de les eleccions, i entre 2011 i 2012, el col·lectiu local del BLOC va iniciar converses per tal de consolidar la Coalició Compromís al municipi de Xàbia. Tot i la voluntat de sumar a Centristes de Xàbia dins de Compromís, després de nou mesos de converses es va desestimar eixa possibilitat, per la qual cosa Centristes no va sumar-se a la coalició formada pel BLOC, Iniciativa per Xàbia, EV-EE i independents.
Així doncs, dels 3 regidors de BLOC-Centristes, dos van sumar-se a Compromís i Eduardo Monfort va romandre com únic regidor centrista.